# Forsand, Norge
Forsand är en tätort i Sandnes kommun i Rogaland fylke i sydvästra Norge. Orten ligger där fylkesväg 4630 möter fylkesväg 4634, på östra sidan av Høgsfjorden. Den utgjorde tidigare centralort i dåvarande Forsands kommun.